# Бахрам I
Бахрам або Вахрам I (*بهرام یکم, д/н —274) — шахиншах Ірану в 271—274.

## Життєпис
Походив з династії Сасанідів. Син Шапура I, шахін-шаха Персії. Про молоді роки замало відомостей.
У 271 після смерті братах Ормізда I успадкував трон. Можливо, Бахрам причетний до усунення попередника.
Бахрам I був затятим прихильником зороастризму. Вже у 271 став переслідувати Мані та прихильників маніхейства. Мані було схоплено, й той помер у залізній клітці. За наказом шаха майно у маніхейців конфісковано. Саму течію оголосили єрессю.
Водночас вирішив скористатися кризою Римської імперії, коли утворилося на сході Пальмірська держава. Втім спроба Персії захопити землі останньої зазнали поразки. Після цього Бахрам I встановив дружні відносини з царицею Зенобією.
У 273 під час війни римського імператора Авреліана з Пальмірою шах мав намір втрутитися в протистояння, втім не зміг. Того ж року уклав мирний договір з Римом.
Помер у 274, владу успадкував його син Бахрам II.